# Grupo Guerrillero del Pueblo Arturo Gámiz
El Grupo Guerrillero del Pueblo Arturo Gámiz (GGPAG) fue un grupo insurgente de México. Comandado por Óscar González Eguiarte.
Óscar González Eguiarte fue uno de los estudiantes que no pudo llegar a la cita del asalto al cuartel de Madera el 23 de septiembre de 1965. Además fue dirigente del Partido Popular Socialista (PPS), e integró al grupo guerrillero a miembros del Partido Comunista Mexicano (PCM), exmiembros del grupo Arturo Gámiz García y a campesinos e indígenas.
Entre sus integrantes se encontraban Jesús María Casavantes, Carlos Armendáriz Ponce, Jaime García Chávez y los hermanos Juan, Jesús y Vicente Güereca y también algunos de los Gaytán.
El Grupo Guerrillero del Pueblo Arturo Gámiz fue desarticulado por el ejército el 28 de agosto de 1968, tras atacar el aserradero El Salto de Villegas, aserradero de Tutuaca, en la sierra chihuahuense. Primero asesinaron a Carlos David Armendáriz y luego el ejército torturó y fusiló a Oscar González y el resto. Jesús María Casavantes sobrevivió gracias a que había sido comisionado para bajar a Sonora a preparar la llegada del comando luego del asalto.  